# El zorro pierde el pelo
El zorro pierde el pelo es una película en blanco y negro de Argentina dirigida por Mario C. Lugones sobre el guion de Carlos A. Petit que se estrenó el 16 de noviembre de 1950 y que tuvo como protagonistas a Pepe Iglesias, Fidel Pintos, María Esther Gamas, Patricia Castell, Homero Cárpena y Nathán Pinzón. También colaboró en el encuadre Enrique Vico Carré.

## Sinopsis
La novia y el futuro suegro de un mujeriego tratan de darle una lección.

## Reparto
- Pepe Iglesias …Pedro Medina
- Fidel Pintos …Enrique
- María Esther Gamas …Vicky
- Patricia Castell …Liliana
- Homero Cárpena …Cayetano Orloff
- Nathán Pinzón …Loco asesino
- Pedro Pompilio …Medina padre
- Ángel Prío …Hombre en casa de empeño
- Germán Vega …Canuto
- Nelly Panizza …Masajista
- Celia Geraldy …Enfermera
- Adolfo Linvel …Lázaro
- Alberto Quiles …Portero 1 Círculo social
- Nicolás Taricano …Portero 2 Círculo social
- Aída Villadeamigo …Secretaria del Sr. Medina
- Tessy Raines …Fabiola
- Olga Gatti …Bailarina
- Teresa Pintos …Bailarina
- Eduardo de Labar …Tántaro
- Fernando Campos
- Ermete Meliante ... Matón
- Aurelio Molina
- Sara Santana
- Jaime Saslavsky
- Virginia de la Cruz

## Comentarios
La revista Set consideró la película “Disparatada sin ton ni son, sin chistes de efecto en el libreto y solamente con la dinámica personalidad de Pepe Iglesias” y Manrupe y Portela escriben: “Poco argumento y algunos buenos gags de slapstick. Fidel Pintos imita a Jimmy Durante y Nathán Pinzón se parodia a sí mismo”.